# 蒙古國政治
蒙古国政治指蒙古國的政治制度，發生在半總統制多黨代議制民主的框架內。行政權由身為政府首腦的總理和內閣行使。總統是國家元首，但對政府行政部門的權力有限，這與美國等總統共和製不同。立法權屬於議會，司法機關獨立於行政機關和立法機關。

## 社會主義時期
1921年蒙古革命后不久，蒙古采用了仿照苏联的一党制社会主义共和国宪法；只有共产党——蒙古人民革命党——被正式允许运作。蒙古政治受到克里姆林宫的密切监视和指挥。任何政治反对派都遭到残酷镇压，反对苏联影响的政府官员被谋杀、处决或送往劳改营。在共产主义政权期间，牲畜集体化，现代农业的引入，有限工业化和城市化是在没有明显的民众反对的情况下进行的。

## 蒙古民主化
苏联的改革和东欧的民主运動对蒙古政治产生了深远的影响。1989年12月10日上午，第一次公开的民主示威在乌兰巴托青年文化中心前举行。在那里，查希亞金·額勒貝格道爾吉宣布成立蒙古民主联盟。
在接下来的几个月里，由13位领导人领导的活动人士继续组织示威、集会、抗议和绝食，以及教师和工人罢工。激进分子在首都和农村得到越来越多蒙古人的支持。全国各地的工会为民主所做的努力对该运动的成功产生了重大影响。在数万人在首都和省会城市的寒冷天气中示威之后，蒙古人民革命党政治局屈服于压力，开始与民主运动领导人进行谈判。中央政府主席詹宾·巴特蒙赫于1990年3月9日决定解散中央政治局并辞职，为蒙古首次多党选举铺平了道路。最終，蒙古成为亚洲第一个从共产主义统治成功过渡到民主的国家。

## 系統
1990年7月29日舉行了蒙古人民大呼拉爾（議會上議院）的第一次多黨選舉。蒙古人民革命黨贏得了85%的席位。人民大呼拉爾於9月3日首次開始，選舉了總統 (MPRP)、副總統 (SDP，社會民主黨)、總理 (MPRP) 和 Baga Khural（議會下議院）的50名成員. 副總統也是議會下議院的發言人。1991年11月，人民大呼拉爾開始討論新憲法，並於1992年1月13日通過。憲法於1992年2月12日生效。新憲法重組了政府的立法部門，建立了一個一院制的立法機構，即國家大呼拉爾，有76名成員。
1992年的憲法規定，總統將由普選直接選舉產生，而不是像以前那樣由立法機關選舉產生。1993年6月，彭薩勒瑪·奧其爾巴特在首次總統直選中獲勝，成為民主反對派候選人。

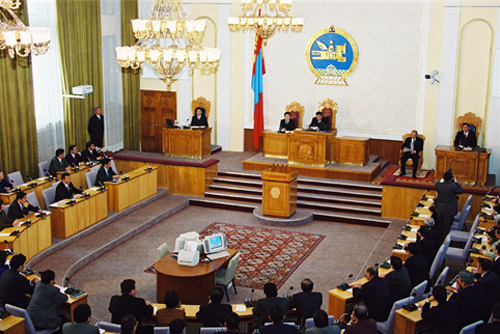
2000年的國家大呼拉爾

作為最高立法機關，國家大呼拉爾有權制定和修改有關國內和外交政策的法律，批准國際協定，並根據憲法宣布進入緊急狀態。國家大呼拉爾每半年舉行一次會議。議會選舉每四年舉行一次，但每次選舉的選舉制度各不相同。目前的選舉制度基於多數票制，有29個選區。國家大呼拉爾議長由議會議員選舉產生，副議長由每個在議會中至少擁有10個席位的政黨或聯盟任命一名。

## 總統

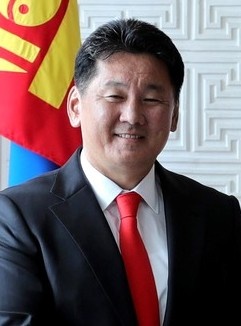
現任總統烏赫那·呼日勒蘇赫

總統候選人通常由在國家大呼拉爾擁有席位的政黨提名。總統由普選產生，任期六年，不可連任。總統是國家元首、武裝部隊總司令和國家安全委員會主席。憲法授權總統提名總理（根據占主導地位的政黨的推薦），要求解散政府（國家大呼拉爾需要三分之二多數票），啟動立法，否決全部或部分政府立法（國家大呼拉爾可以以三分之二多數推翻否決），並發布法令（總理簽署後生效）。在總統缺席、無行為能力或辭職的情況下，國家大呼拉爾議長行使總統權力，直到新當選的總統就職為止。儘管總統的行政權力有限，但他們在國際上代表國家，簽署國際條約和公約，並就重要的社會經濟問題向內閣提出建議。當選總統當選後，必須放棄黨派關係，充當“團結的象徵”。
2021年6月，前總理烏赫那·呼日勒蘇赫在總統選舉中獲勝。他於2021年6月25日就職。

## 內閣
內閣以總理為首，任期四年。總統在每次議會選舉後任命總理，並根據總理的推薦任命政府成員。如果總統不能在一周內與總理就內閣任命達成共識，該問題將提交國家大呼拉爾。政府解散發生在總理辭職、半數內閣同時辭職或國家大呼拉爾投票贊成譴責動議之後。
總理掌握著蒙古政壇的大部分行政權力。與總統不同，總理由在國家大呼拉爾擁有多數席位的政黨（或聯盟）選出。通常情況下，總理領導一個主要政黨，通常在國家大呼拉爾中佔多數。
內閣由總理、副總理、內閣長官和14名部長組成。政府由6個一般職能部門、8個專門部門、4個政策安排機構、23個政策執行機構、4個總理直接控制的機構和5個副總理直接控制的機構組成。
蒙古現任總理是贡布扎布·赞丹沙塔尔（蒙古人民黨）。

## 議會和選舉
國家大呼拉爾(Ulsyn Ikh Khural）（在蒙古語中，意為議會）是一個擁有76個席位的一院制立法機構，在蒙古政治中掌握重要的權力。目前的選舉制度基於普選多數制，議會選舉每四年舉行一次，由全國的 29 個選區選出76名代表。根據《憲法》，每個年滿 18 歲的蒙古公民都可以參加選舉，或競選包括國家大呼拉爾在內的政府職務。儘管存在一些爭議（例如囚犯和海外蒙古國民的投票權），但美國政府資助的機構自由之家認為蒙古是一個自由代議制民主國家。
國家大呼拉爾負責立法的通過、條約的批准、政府部長的確認和政府各官員的聽證會。國家大呼拉爾的成員享有法庭審判的豁免權，並有權檢查政府文件，作為對政府活動的問責制。
蒙古政治目前由兩大政黨主導：蒙古人民黨（160,000 名成員）和民主黨（150,000 名成員）。1990年民主革命後，當時的蒙古人民革命黨轉變為中間偏左的社會民主黨。2010年，蒙古人民革命黨更名為蒙古人民黨，黨綱和領導層也進行了修改；然而，前總統南巴林·恩赫巴亞爾的派系和其他保守派成員離開了該黨，並創建了一個新的政黨，原名為蒙古人民革命黨；蘇維埃政權倒台後，蒙古人民黨得以保持較高的支持率。另一方面，民主黨成立於2000年，整合了民主革命領導人建立的小政黨，立場上中間偏右。2011年，中左翼政黨國家工黨成立，作為蒙古人民黨和民主黨的替代者，獲得了民眾的顯著支持。在2020年的選舉中，它在國家大呼拉爾和市議會中獲得多個席位。
最高法院承認的政黨有36個。然而，批評人士稱，在經濟政策和治理等問題上，政黨之間沒有重大的意識形態分歧。

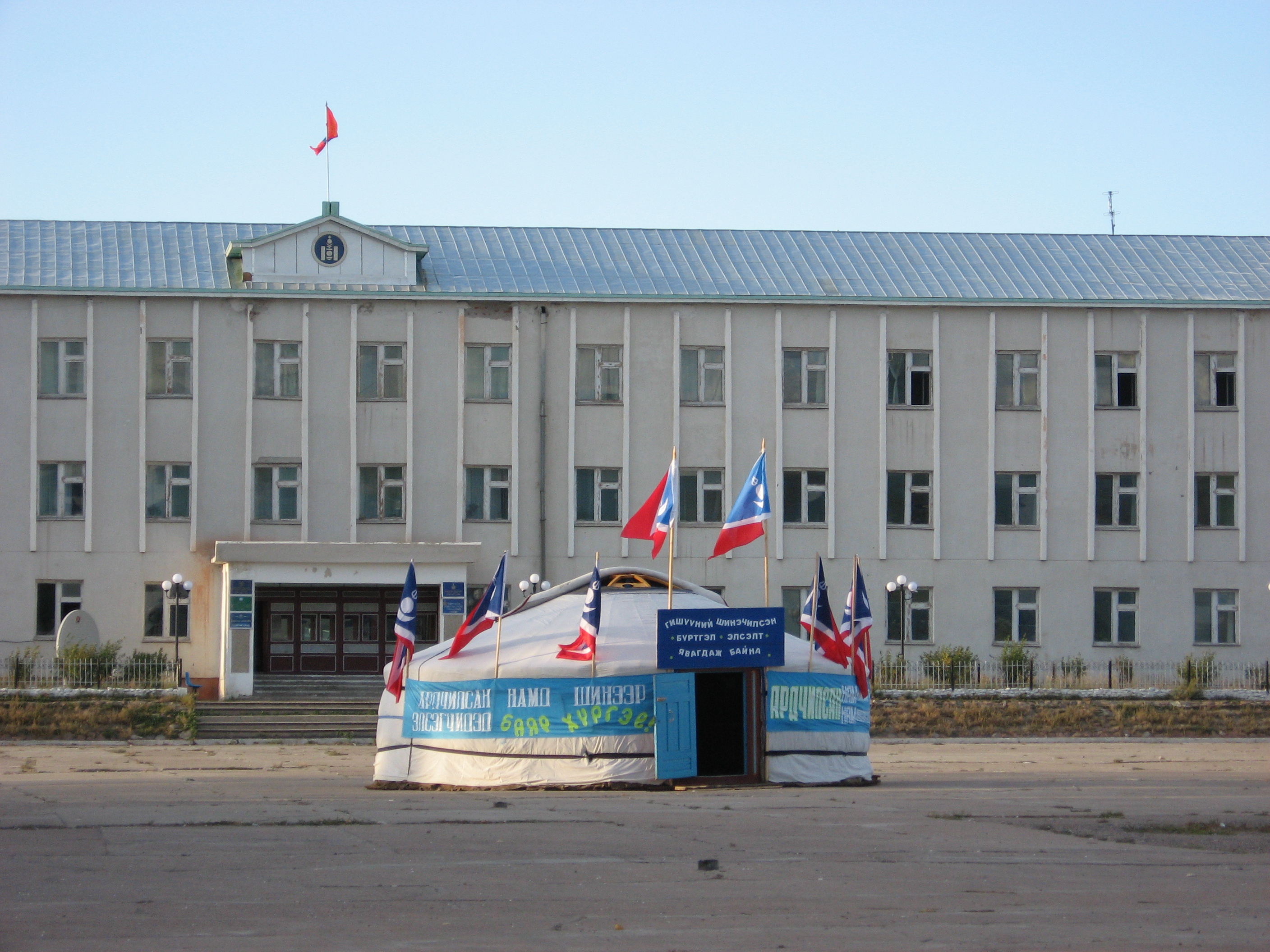
2006年，蒙古民主黨為競選活動設立的選舉點